# آب‌بند (استهبان)
آب‌بند (استهبان)، روستایی از توابع بخش مرکزی شهرستان استهبان در استان فارس ایران است.

## جمعیت
این روستا در دهستان ایج قرار دارد و براساس سرشماری مرکز آمار ایران در سال ۱۳۸۵، جمعیت آن ۲۱۷ نفر (۵۲خانوار) بوده‌است.